# George Légrády

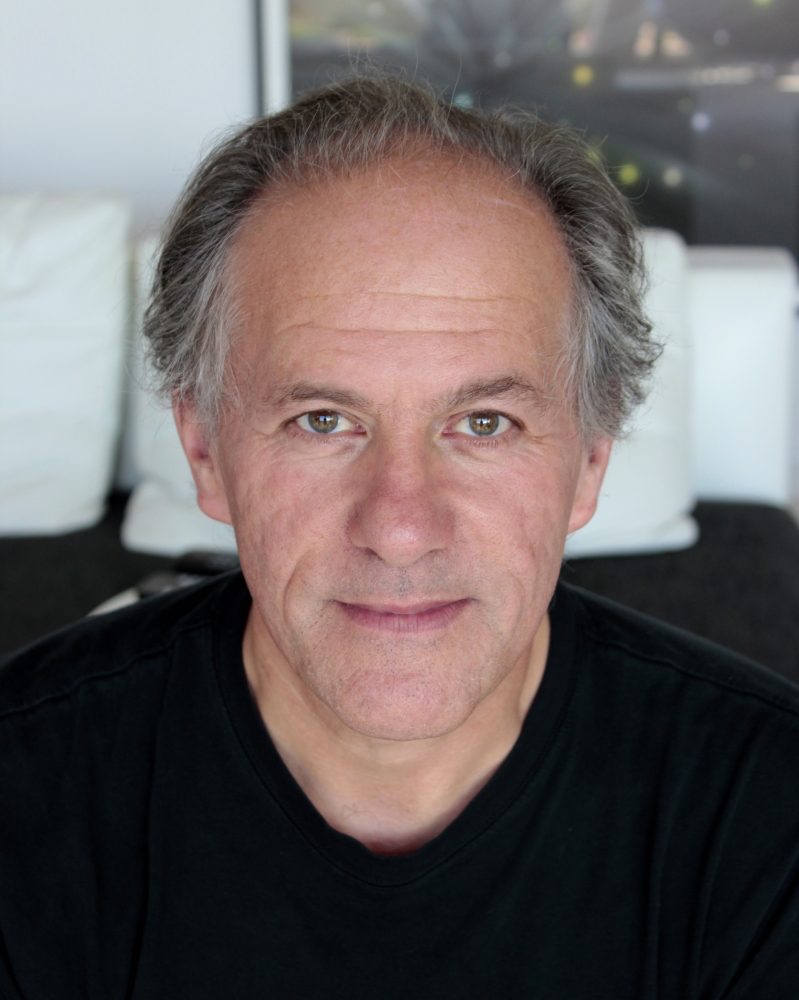
George Légrády, 2016

George Légrády (amtlich in ungarischer Reihenfolge Légrády György Tamás Antal Tivadar; * 8. Januar 1950 in Budapest) ist ein ungarisch-kanadischer bildender Künstler und Professor für Fotografie und Medienkunst.

## Herkunft und Familie
George Légrády entstammt dem ungarischen Adelsgeschlecht Légrády und wurde am 8. Januar 1950 in Budapest geboren. Im Alter von sechs Jahren emigrierte er während des ungarischen Volksaufstands mit seinen Eltern und seinen Brüdern als politischer Flüchtling nach Kanada.
Sein Vater ist der ungarisch-kanadische Komponist und Dirigent Thomas Theodore Légrády. Seine Nichte ist die ungarische Opernsängerin, Dirigentin und bildende Künstlerin Kata Légrády.

## Schulausbildung und Studium
Legrady wuchs nach der Emigration seiner Eltern nach Kanada in Montreal auf, wo er seine Schulausbildung sowohl in französischer als auch englischer Sprache am Pensionnat Mont Jésus-Marie in Outremont und an der Marymount High in Côte-Saint-Luc erhielt. Von seinem 14. bis 20. Lebensjahr arbeitete Légrády in der Bauindustrie, in Fabriken und im Untertagebau im Norden Manitobas und war als Keyboarder in verschiedenen lokalen Bands aktiv. In den späten 1960er Jahren engagierte er sich zudem in unterschiedlichen Gewerkschaften.
Im Jahr 1969 begann er ein Studium der englischen Literatur am Loyola College in Montreal, wo er durch den kanadischen zeitgenössischen Künstler und Fotografen Charles Gagnon und den Fotografen John Max die Fotografie als Kunstform entdeckte. Nach einer einjährigen Reise durch Europa und den Nahen Osten besuchte er ab 1971 zunächst am Goddard College in Vermont, bevor er ein Studium am San Francisco Art Institute begann, das er 1976 mit einem Master of Fine Arts in Fotografie abschloss.

## Werk
Seine Karriere in der fotografischen Kunst begann George Légrády in Montreal im Jahr 1973, als er sein erstes großes Projekt, eine Fotodokumentation in Nord-Québec über vier James-Bay-Cree-Gemeinden realisierte, als Reaktion auf den Konflikt über das Baie-James-Wasserkraftprojekt. Nach seinem Aufbaustudium am San Francisco Art Institute entstanden in den 1970er Jahren zahlreiche weitere Projekte und Arbeiten, die sich auf die semiotische Analyse des fotografischen Bildes konzentrierten.
1985 bereiste George Légrády China – unmittelbar nach der Öffnung des Landes für den Westen – und produzierte eine Fotodokumentation zur visuellen Syntax öffentlicher Werbetafeln in vier großen chinesischen Städten. Er ist fasziniert von der damit einhergehenden Renaissance der Werbeplakate, die – zu dieser Zeit noch per Hand von Plakatmalern erstellt – zunehmend die Straßen der von ihm besuchten Metropolen Guangzhou, Xi’an, Peking, and Shanghai zu zieren begannen. In seinem Werk China in Transition verband Légrády seine Aufnahmen der von verschiedensten Malstilen geprägten großformatigen Plakate und Werbetafeln zu Polyptychen, in denen er in Sequenzen von jeweils vier gleich großen Abbildungen das Prinzip das Billboard-Formats wiederholte. Die Kriterien der Bildverknüpfung unterscheiden sich dabei entweder formal oder inhaltlich. Auf einer Bildtafel sieht man Werbung für Industrieprodukte, auf einer anderen für Spielfilme, auf einer dritten für korrektes soziales und politisches Verhalten. Dann wieder geht es darum, wie auf den Plakaten mit dem Motiv der Hand, des Blickes oder der Drei-Personen-Konstellation für ganz unterschiedliche Zwecke geworben wird.
Bereits Anfang der 1980er Jahre begann Légrády in Harold Cohens Studio an der University of California in San Diego, das Potenzial digitaler Technologien zu erkunden. Seit den frühen 1990er Jahren hat er mit seiner Arbeit im Bereich der digitalen Medien dazu beigetragen, kulturelle Inhalte mit Datenverarbeitung zu verbinden, um ästhetische und sozio-kulturelle narrative Erlebnisse zu schaffen. 1997 wurde der digitale Katalog seiner Einzelausstellung in der National Gallery of Canada und dem Canadian Museum of Contemporary Photography, der den Übergang von der Fotografie zu interaktiven Medieninstallationen in seinen Werken dokumentiert, online bei der Daniel Langlois Foundation for Arts, Science & Technology veröffentlicht.
Zu seinen bedeutendsten interaktiven Projekten im Bereich der digitalen Medienkunst gehören das „Anecdoted Archive from the Cold War“ von 1993 und „Slippery Traces“ von 1995, veröffentlicht vom ZKM in Karlsruhe. Sein Datenvisualisierungsprojekt „Making Visible the Invisible“ für die Seattle Central Library begann im September 2005 und läuft bis heute. Es sammelt stündlich Daten und visualisiert sie. Dieses Projekt wurde 2005 in der Online-Ausstellung Artport des Whitney Museums vorgestellt. Die vom Centre Pompidou in Auftrag gegebene und international von 2001 bis 2006 reisende Installation „Pockets Full of Memories“ lud Besucher ein, Objekte aus ihrem Besitz beizutragen, diese digital zu scannen und zu beschreiben. Diese Informationen wurden in einer Datenbank gespeichert und mithilfe des Kohonen-Selbstorganisationskarten-Algorithmus organisiert, der Objekte mit ähnlichen Beschreibungen in einer zweidimensionalen Karte nebeneinander anordnete. Die Karte der Objekte wurde im Ausstellungsraum projiziert und war auch online zugänglich, wo Einzelpersonen sowohl in der Galerie als auch von zu Hause aus die Objekte ansehen und Kommentare oder Geschichten zu ihnen hinzufügen konnten.
Legrady hat international Vorträge gehalten, unter anderem im Rahmen des Revue-virtuelle-Programms am Centre Pompidou mit dem Philosophen Pierre Lévy und dem Medienkünstler Nam June Paik sowie in der Reihe „Video Viewpoints“ im Museum of Modern Art.

## Auszeichnungen
Zwischen 1979 und 2014 erhielt Légrády zahlreiche Kunststipendien des Canada Council for the Arts in den Bereichen Fotografie und Medienkunst, darunter ein Stipendium für einen Studioaufenthalt in Paris. 1987 wurde ihm der Innovative Teaching Award und der Innovative Research Award der University of Southern California verliehen. Außerdem erhielt er im Rahmen des IBM-Socrates-Programms eine bedeutende Ausstattung, um digitale Computerkurse als Teil des Curriculums für bildende Kunst einzurichten. Zu seinen weiteren Auszeichnungen zählen u. a. ein Visual Arts Fellowship des National Endowment for the Arts (1996), ein Stipendium der Langlois Foundation for the Arts, Science & Technology (2000), ein Emerging Fields Award der Creative Capital Foundation (2002) sowie eine Auszeichnung in Fine Arts im Jahr 2016.
Légrády erhielt zudem zwei Zuschüsse der National Science Foundation: Einen im Bereich Information & Intelligence Systems (2011), der zu den Projekten Swarm Vision/Auto Vision, Multikamerasysteme, führte, und einen weiteren im Bereich Arctic Social Science (2012), um seine Fotografien von 1973 über die James-Bay-Cree-Gemeinden in subarktischem Québec zu digitalisieren und zurückzuführen.
Légrády ist einer von fünf Künstlern, die der Kunsthistoriker Patrick Frank in seinem 2024 erscheinenden Buch Art of the 1980s: As If the Digital Mattered untersucht.

## Ausstellungen
George Légrády hat seine Werke und Installationen international ausgestellt, unter anderem in der National Gallery of Canada, im Centre Georges-Pompidou in Paris, im San Francisco Museum of Modern Art, im Museum of Contemporary Arts Los Angeles, im Museum of Contemporary Arts Taipei, im Chronus Art Center in Shanghai, im Musée des Beaux-Arts in Brüssel, im Haus der Kunst in München, im PS1, im La Jolla Museum of Contemporary Art, in der Kunsthalle in Bonn, in der Davis Gallery am Wellesley College, in der Cornerhouse Gallery in Manchester, bei den Olympischen Spielen in Vancouver 2010 und an vielen weiteren Orten.

## Öffentliche Sammlungen und Museen
Légrádys Werke sind Teil zahlreicher öffentlicher Sammlungen, u. a. der folgenden:
- San Francisco Museum of Modern Art,
- das Whitney Museum of Art,
- das 21c Museum in Cincinnati,
- das LACMA (Vernon-Fotografiesammlung),
- die Pro Ahlers Art Foundation,
- das Philbrook Museum of Art,
- das Zentrum für Kunst und Medientechnologie (ZKM),
- das American Museum of Art,
- die Smithsonian Institution in Washington,
- die National Galleries of Canada,
- das Musée d’art contemporain in Montreal.[20]